# Philippa Boyens
Pour les articles homonymes, voir Boyens.
Philippa Boyens, détentrice de l'ordre du Mérite de Nouvelle-Zélande, est une scénariste et productrice néo-zélandaise.

## Biographie

### Scénariste duSeigneur des anneaux(1996-2003)
Philippa Boyens est diplômée de l'université d'Auckland en 1994. Durant sa jeunesse, elle s'intéresse très tôt à la trilogie du Seigneur des anneaux, écrit par J. R. R. Tolkien. En 1996, en compagnie du réalisateur Peter Jackson et sa femme scénariste Fran Walsh, ils entreprennent d'écrire les scénarios de la trilogie cinématographique, adaptée du roman éponyme. Elle a déjà lu la saga fantastique à sept reprises avant de rejoindre le projet. Ce travail d'écriture leur prendra deux années au total. D'ailleurs, l'un de ses fils, nommé Calum, fait une apparition dans le second volet en tant qu'Haleth, jeune soldat du Rohan échangeant avec Aragorn avant la bataille du Gouffre de Helm. La scénariste développe également la chanson « The Edge of Night », qui est chantée dans le dernier film par Billy Boyd, alias Peregrin Touque. Boyens remporte de nombreux prix récompensant le scénario adapté à travers le monde, tels les prestigieux Oscars et BAFTA.

### Productrice puis retour en Terre du Milieu (2005-2014)
Par la suite, elle devient une collaboratrice fréquente de Jackson. En 2005, elle rédige le remake de King Kong. Au-delà de ses activités de scénariste, Boyens est également co-productrice. Ainsi, elle produit Lovely Bones et District 9 en 2009.
En 2012, elle retrouve Peter Jackson et Fran Walsh sur le scénario de l'adaptation cinématographique du roman Le Hobbit, préquelle du Seigneur des Anneaux.

### Vie privée
Boyens est mère de trois enfants, une fille nommée Phoebe ainsi que deux garçons, Calum et Isaac. En 2006, elle reçoit le prix du mérite de son université.

## Filmographie

### Scénariste
- 2001 : Le Seigneur des anneaux : La Communauté de l'anneau
- 2002 : Le Seigneur des anneaux : Les Deux Tours
- 2003 : Le Seigneur des anneaux : Le Retour du roi
- 2005 : King Kong
- 2009 : Lovely Bones
- 2012 : Le Hobbit : Un voyage inattendu
- 2013 : Le Hobbit : La Désolation de Smaug
- 2014 : Le Hobbit : La Bataille des cinq armées
- 2018 : Mortal Engines de Christian Rivers

### Productrice
- 2005 : King Kong
- 2009 : District 9
- 2009 : Lovely Bones
- 2012 : Le Hobbit : Un voyage inattendu
- 2013 : Le Hobbit : La Désolation de Smaug
- 2014 : Le Hobbit : La Bataille des cinq armées
- 2018 : Mortal Engines de Christian Rivers

### Musique
- 2003 : Le Seigneur des anneaux : Le Retour du roi : Auteure de « The Edge of Night » et « The Green Dragon »

## Distinctions
Voici la liste des principales distinctions de Philippa Boyens.

### Récompenses
- 2002 : Phoenix Film Critics Society : Meilleur scénario adapté pour Le Seigneur des anneaux : La Communauté de l'anneau (partagé avec Peter Jackson et Fran Walsh)
- 2003 : Phoenix Film Critics Society : Meilleur scénario adapté pour Le Seigneur des anneaux : Les Deux Tours (partagé avec Peter Jackson, Stephen Sinclair et Fran Walsh)
- 2004 : Phoenix Film Critics Society : Meilleur scénario adapté pour Le Seigneur des anneaux : Le Retour du roi (partagé avec Peter Jackson et Fran Walsh)
- 2004 : BAFTA du meilleur scénario adapté pour Le Seigneur des anneaux : Le Retour du roi (partagé avec Peter Jackson et Fran Walsh)
- 2004 : Oscar du meilleur scénario adapté pour Le Seigneur des anneaux : Le Retour du roi (partagé avec Peter Jackson et Fran Walsh)

### Nominations
- 2001 : Oscar du meilleur scénario adapté pour Le Seigneur des anneaux : La Communauté de l'anneau (partagé avec Peter Jackson et Fran Walsh)
- 2002 : Writers Guild of America pour Le Seigneur des anneaux : La Communauté de l'anneau (partagé avec Peter Jackson et Fran Walsh)
- 2002 : BAFTA du meilleur scénario adapté pour Le Seigneur des anneaux : La Communauté de l'anneau (partagé avec Peter Jackson et Fran Walsh)
- 2002 : Satellite Award du meilleur scénario adapté pour Le Seigneur des anneaux : La Communauté de l'anneau (partagé avec Peter Jackson et Fran Walsh)
- 2003 : Satellite Award du meilleur scénario adapté pour Le Seigneur des anneaux : Les Deux Tours (partagé avec Peter Jackson, Stephen Sinclair et Fran Walsh)
- 2003 : Washington D.C. Area Film Critics Association : Meilleur scénario adapté pour Le Seigneur des anneaux : Le Retour du roi (partagé avec Peter Jackson et Fran Walsh)
- 2004 : Writers Guild of America pour Le Seigneur des anneaux : Le Retour du roi (partagé avec Peter Jackson et Fran Walsh)